# Gardner Quincy Colton
Gardner Quincy Colton (Georgia, 7 febbraio 1814 – Rotterdam, 9 agosto 1898) è stato un inventore, dentista e showman statunitense.

## Biografia
Gardner Quincy Colton nacque nella città di Georgia nel Vermont il 7 febbraio 1814, ultimo di dodici fratelli. Lavorò a New York 1835 al 1842 come artigiano di sedie e quindi si accostò alla medicina nello studio del dottore Willard Parker per poi iscriversi alla scuola di medicina e chirurgia.
Durante gli studi di medicina a New York Colton ebbe modo di notare le proprietà psicotrope del protossido d'azoto e degli effetti esilaranti della sua inalazione. Lasciati gli studi iniziò a tenere una serie di dimostrazioni pubbliche che prevedevano l'uso del gas in alcune esibizioni spettacolari; grazie al successo ottenuto a New York e al denaro guadagnato, poté estendere le sue esibizioni in tutti gli Stati Uniti.
Nel corso di una delle sue esibizioni, tenutasi a Hartford, il dentista Horace Wells presenziò allo spettacolo e intuì le proprietà anestetiche del gas che nel frattempo era stato popolarmente ribattezzato come "gas esilarante". I due collaborarono per un breve periodo applicando la nuova tecnica anestetica nell'estrazione dentaria. Colton si trasferì in California nel 1849 per la corsa all'oro ma lo scarso successo delle sue ricerche lo costrinsero a interrompere dopo alcuni anni l'avventura e abbandonare gli Stati Uniti Occidentali.
Dopo aver lavorato come corrispondente giornalistico da New York per il Boston Transcrip e aver tentato varie altre attività, decise nel 1861 di riprendere la professione di dentista, consorziandosi con il medico John Allen Smith con il quale fondò la Colton Dental Association, continuando sulla scia di Wells a utilizzare il gas come anestetico durante spettacolari sessioni di odontoiatria. Il successo delle estrazioni dentarie indolori permise ai due soci di aprire succursali dell'associazione in ben sei città del paese. Tra il 1864 e il 1897 Colton e i suoi colleghi praticarono con successo decine di migliaia di estrazioni combattendo con successo lo scetticismo e l'avversione del mondo scientifico nei riguardi del rivoluzionario metodo di anestesia.
Nel 1867 Colton partecipò all'esposizione internazionale di medicina di Parigi dove ebbe modo di esporre l'innovatrivo utilizzo del gas anestetico. Rimase nella capitale francese per un anno, collaborando con importanti medici e quindi viaggiò per tutta Europa per sei mesi, collaborando e assistendo a Londra un noto dentista inglese dell'epoca, Charles James Fox.

## Motore ferroviario elettrico
Oltre alla sua attività quale dentista, gli è stata accreditata l'invenzione di un innovativo motore ferroviario elettrico nel 1847 precursore di futuri modelli, sviluppati anni dopo. Il motore era montato su una locomotiva di piccole dimensioni (chiamata Lilly) lunga circa 20 cm e larga circa 13 cm, che trainava quattro piccole carrozze, ciascuna della stessa dimensione della motrice. La locomotiva era spinta da un motore elettrico alimentato da quattro batterie che fornivano corrente ai binari. Il piccolo convoglio circolava su un circuito di circa 2,5 m di diametro.